# جاكلين فوكس
جاكلين فوكس هي لاعبة كمال أجسام سويسرية، ولدت في 31 يوليو 1971 في زيورخ في سويسرا.